# سوئی چیانشوانگ
سوئی چیانشوانگ (به انگلیسی: Sui Jianshuang) ژیمناست زادهٔ ۱ فوریهٔ ۱۹۸۹ میلادی اهل کشور چین است.